# ウロコルディルス
ウロコルディルス (Urocordylus) は石炭紀後期からペルム紀初期のヨーロッパに生息していた絶滅両生類。ディプロカウルスと目を同じくするが、より特殊化の程度が低い。

## 特徴
外見的には現生の水生有尾類に類似し、小さな手足と円筒形の比較的短い胴体、縦に平たい長い尾を持つ。体長8cm程度。
頭骨は上から見ると三角形をしており扁平だが、ディプロカウルスのように翼状に発達はしておらず、後者では失われている頭蓋の可動関節を有し、迷歯亜綱の頭骨とよく似ている。また多数の顆粒があるという。円錐状の長い歯を持つ。
手足は5指で、前足より後足がやや大きい。貧弱で陸上ではほとんど役に立たなかっただろう。
尾はディプロカウルス同様に尾椎の上下端が拡張されており、幅の広い大きな推進力を生む形態になっていた。